# Зигфрид Хелд
Зигфрид Хелд (Брунтал, 7. август 1942) бивши је немачки фудбалер.

## Каријера
Током каријере је играо за Kickers Offenbach, Борусија Дортмунд и многе друге клубове.

## Репрезентација
За репрезентацију Њемачке дебитовао је 1966. године. Наступао је на два Светска првенства (1966. и 1970) с немачком селекцијом. За тај тим је одиграо 41 утакмица и постигао 5 голова.

## Статистика
| Њемачка | Њемачка | Њемачка |
| Година  | Наступи | Голови  |
| ------- | ------- | ------- |
| 1966.   | 11      | 1       |
| 1967.   | 3       | 0       |
| 1968.   | 7       | 2       |
| 1969.   | 5       | 1       |
| 1970.   | 5       | 0       |
| 1971.   | 4       | 1       |
| 1972.   | 3       | 0       |
| 1973.   | 3       | 0       |
| Укупно  | 41      | 5       |